# Montoneros

Monteneros emblem

Monteneros flagga

Movimiento Peronista Montonero var en argentinsk peronistvänstergerilla verksam under 1960- och 1970-talet. Den utförde attentat och andra väpnade aktioner mot den argentinska militärjuntan. Deras motto var "Venceremos" ("Vi kommer att segra").